# Sólokapr
Sólokapr (anglicky Scoop) je britsko-americká filmová komedie scenáristy a režiséra Woodyho Allena z roku 2006, který zde rovněž hraje jednu z hlavních rolí, varietního kouzelníka Sida Watermana.